# Эпизодическое повествование
Эпизодическое повествование — это жанр повествования, состоящий из строго определённого набора эпизодов. Чаще всего несколько эпизодов объединяют в сериал, где их связывают общей сюжетной линией, причём их можно посмотреть сразу (а не ждать выхода каждого эпизода). В эпизодах не всегда присутствуют одни и те же персонажи, но каждый из них опирается на более широкую группу персонажей, или актёрский состав, существующих в одном и том же сюжетном мире. Это одна из наиболее распространённых форм повествования в телефильмах.
В литературе этот термин используется для обозначения совокупности письменных произведений (например, романов Чарльза Диккенса), которые изначально выходят частями, и традиционно их называют романами-фельетонами. Благодаря влиянию новых цифровых технологий, в частности виртуальной реальности и потоковых сервисов Netflix, Amazon Prime, Hulu и YouTube Premium, этот жанр вновь обрёл популярность.